# مدرسة ليتونستون
مدرسة ليتونستون (بالإنجليزية: Leytonstone School)؛ مدرسة مختلطة وشاملة للطلاب ما بين 11 إلى 16 عامًا، تقع على طريق كولورث في منطقة ليتونستون في لندن.

## القبول

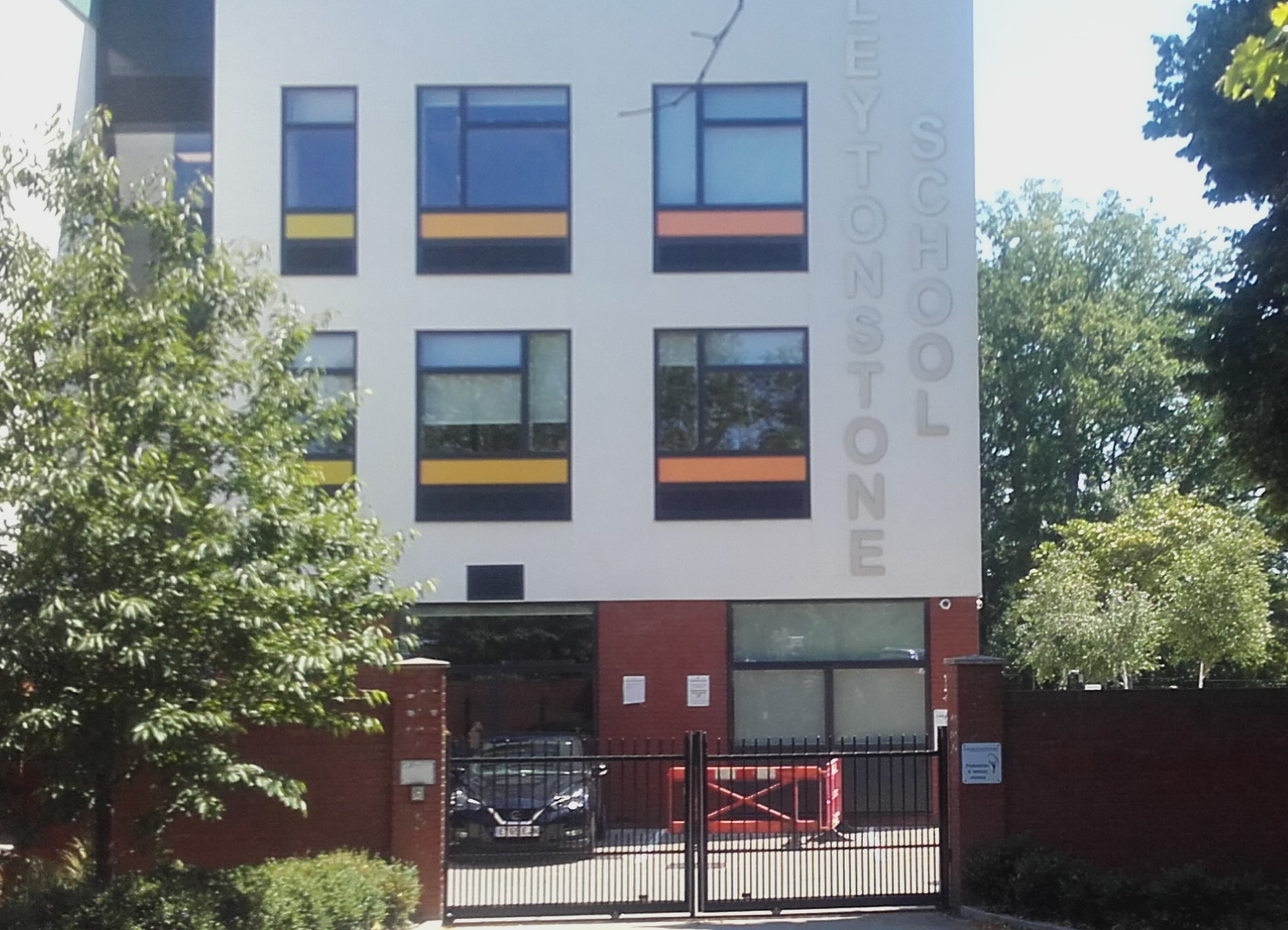
مدرسة ليتونستون ؛ المباني الحديثة عند مدخل جيمس لين.

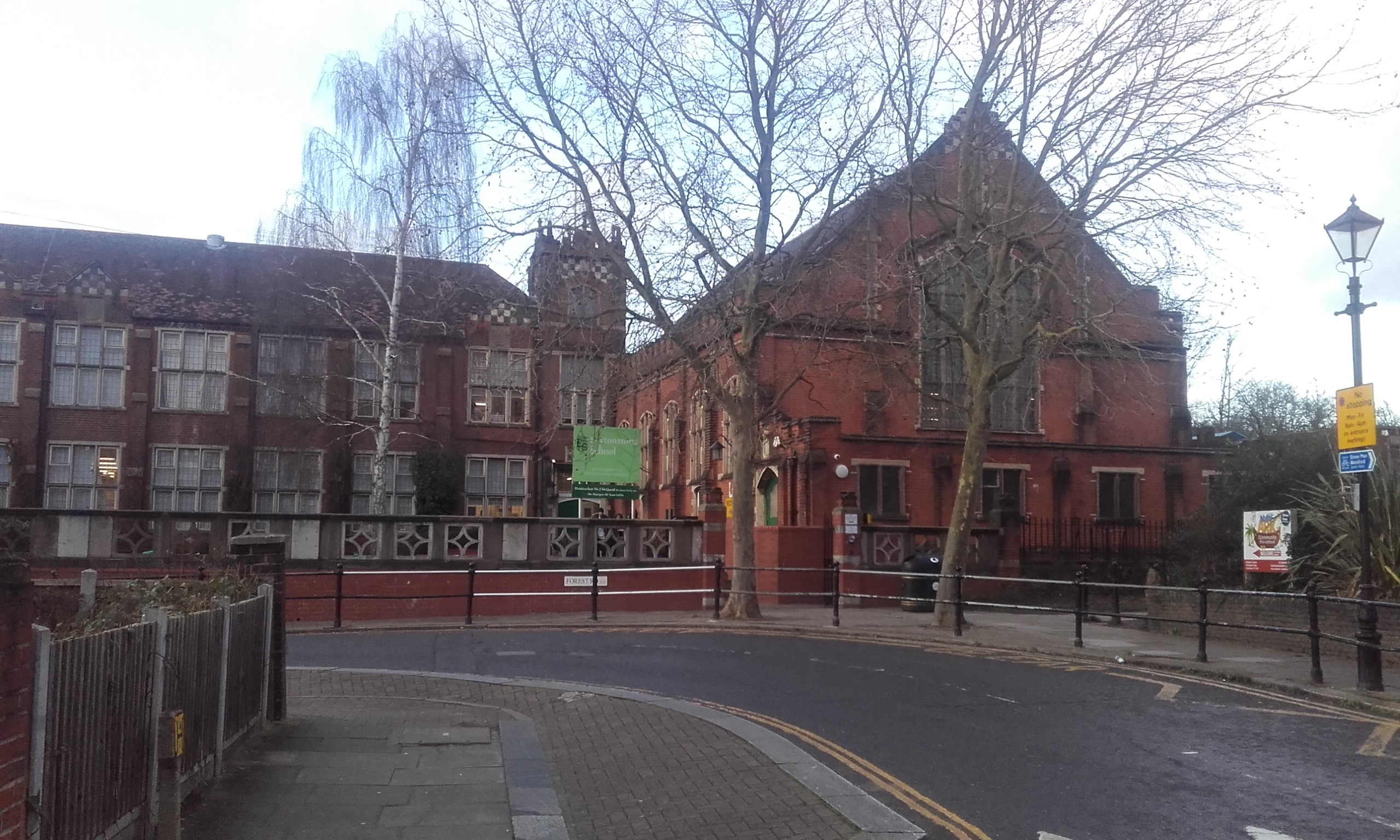
مدرسة ليتونستون ؛ المبنى الأصلي لعام 1911.

كانت المدرسة متخصصة سابقًا في الأعمال والمشاريع. في عام 2009 بلغ عدد طلاب المدرسة 875 طالبًا.

## التاريخ
كانت سابقا مدرسة قواعد وسميت مدرسة ليتون كاونتي الثانوية للبنات، افتتحت المباني عند تقاطع طريق كولوورث وطريق فورست على حافة منطقة إيبينج فورست في عام 1911؛ ونقلت الفتيات هناك من مدرسة إلسون هاوس الخاصة على طريق والوود ومن مدرستي ليتونو ليتونستونة الثانوية المختلطة. تم بناء المدرسة في غابة وصممت على طراز تيودور من قبل ويليام جاك أريبا الذي كان المهندس المعماري لمجلس مقاطعة ليتون الحضري. في عام 1968 تم تغيير اسمها إلى مدرسة ليتون الثانوية العليا للبنات عندما أصبحت مدرسة شاملة للفتيات من سن 14 إلى 18 عامًا. في الثمانينيات أصبحت شاملة ومختلطة في إطار إعادة تنظيم البلدة للمدارس وتغير اسمها إلى مدرسة ليتونستون.
مكنت إعادة التعيين الناجحة في عام 2008 مدرسة ليتونستون من الاحتفاظ بالتخصص بالأعمال والمشاريع واكتساب تخصص إضافي «شركاء القيادة» في فبراير 2009. كما تم تصنيفها كمدرسة متخصصة عالية الأداء (HPSS).

## خريجين

### مدرسة مقاطعة ليتون الثانوية للبنات
- سونيتا الين المؤسس المشارك والرئيس التنفيذي السابق لشركة صمثن إيلس وهي شركة إنتاج إعلامي، حاصلة على ماجستير في كلية جيسوس، كامبريدج. وهي أول سيدة سوداء في أي كلية أوكسبريدج.[6]
- شارون ميشيل وايت، رئيسة شراكة جون لويس والرئيس التنفيذي السابق لهيئة تنظيم وسائل الإعلام البريطانية. كانت أول امرأة سوداء وثاني امرأة تشغل منصب السكرتير الدائم في وزارة المالية.

## روابط خارجية
- موقع المدرسة
- تقرير OFSTED
- EduBase[وصلة مكسورة]